# モデリングオフィスAMA
有限会社モデリングオフィスAMA（モデリングオフィス アマ、MODELING OFFICE AMA CO., LTD.）は、東京都渋谷区にあるモデルエージェンシー。

## 概要
土屋アンナの個人事務所として設立。土屋アンナの実母であり着物コーディネーターでもある土屋眞弓が代表を務めている。男女合わせて17名ほどのモデルが所属。またモデルだけでなく、タレント、ミュージシャン、役者のサポートも行っている。

## 所属

### 現在所属する人物
- 土屋アンナ
- Asad
- CHAKO
- ジャスティーン
- 大海エリカ
- 清朝
- ELAINE
- REI
- 磯島昭浩
- 大三郎
- 澄海
- 心羽　ほか

### 過去に所属していた人物
- ジョシュア